# Wettin-Löbejün
Wettin-Löbejün est une ville dans l'arrondissement de Saale en Saxe-Anhalt (Allemagne). Elle a été créée le 1er janvier 2011 par  la fusion des anciennes municipalités de Löbejün, Wettin, Brachwitz, Döblitz, Domnitz, Gimritz, Nauendorf, Neutz-Lettewitz, Plötz et Rothenburg.